# 北電技術コンサルタント
北電技術コンサルタント株式会社（ほくでんぎじゅつコンサルタント）は、富山県富山市牛島町に本社を置く北陸地方を基盤とする建設コンサルタント会社。北陸電力の子会社。

## 沿革
- 1974年6月1日 - 北電産業設立。
- 1999年7月 - ISO 9001認証取得。
- 2001年7月1日 - 土木・建築部門を分社化し、北電技術コンサルタント株式会社を設立。